# Interrail

Logo Interrail

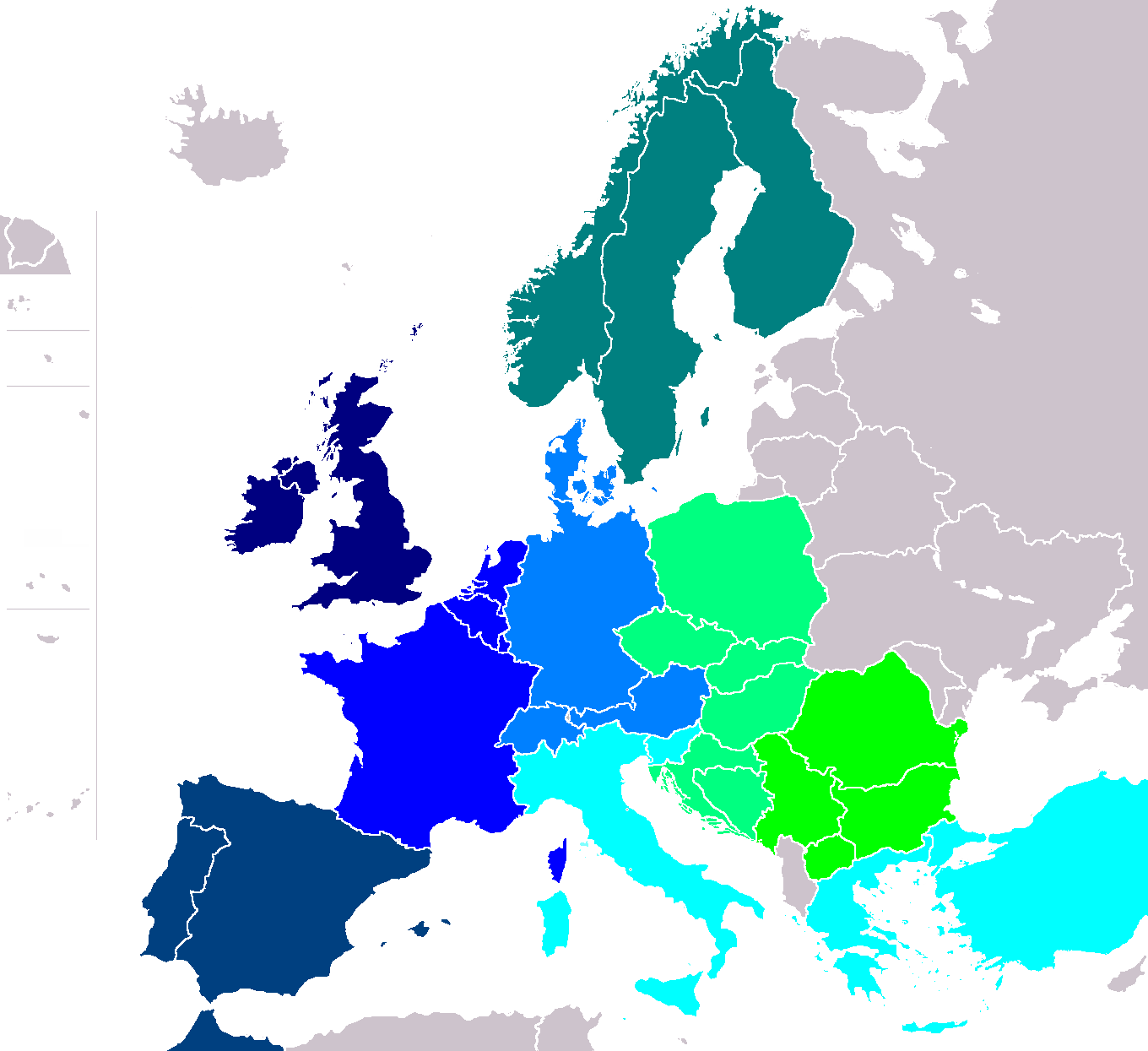
Státy, v nichž je možné uplatnit jízdenku Interrail

Interrail je mezinárodní vlaková jízdenka umožňující neomezené cestování ve 33 zemích Evropy. Kromě železnice platí na některé trajekty. Jízdenky jsou prodávány jako nepřenosné (vázány na číslo občanského průkazu nebo cestovního pasu majitele) a mají různou dobu i způsob platnosti. Mohou být zakoupené jako papírové a od roku 2020 také v mobilní aplikaci Rail Planner. Pro některá spojení je potřeba dokoupit příplatek. Interrail je určen občanům Evropy, historie produktu sahá do roku 1959, kdy byl zahájen prodej sesterské jízdenky Eurail (pro nerezidenty Evropy). První jízdenky Interrail se začaly prodávat v roce 1972 a byly zaměřeny na mladé Evropany. Jízdenky Interrail a Eurail jsou produktem společnosti Eurail B.V. se sídlem v Nizozemsku.

## Varianty a platnost
Každá jízdenka má územní variantu a způsob platnosti. Např. Global Pass Continuos.
Územní platnost jízdenek je omezena podle varianty na jednu zemi (tzv. One Country Pass) po všech 33 zemí (tzv. Global Pass). Způsob platnosti se váže k časovému omezení platnosti jízdenek. Jízdenky, u kterých je pouze časové omezení platnosti, se nazývají Continuous Pass. Druhou variantou je Flexi Pass, kde je navíc omezen počet dnů, po které lze v daném období cestovat.
Obecně platí, že jízdenku Interrail nelze použít pro cestu v zemi, které je její majitel občanem s výjimkou první a poslední cesty v rámci jízdenky Global pass. Návaznost cest se však na jízdence nekontroluje. Je tedy možné skončit cestu na hranicích domovského státu, dále zakoupit jízdenku a po čase se k cestování vrátit.
Jízdenky lze zakoupit v elektronické, nebo fyzické podobě. Elektronickou variantu jízdenky lze zakoupit na webu jízdenky Interrail a k prokázání slouží mobilní aplikace Rail Planner. Jízdenky v papírové podobě prodávají národní železniční dopravci.
Pro vyhledání spojení i ověření platnost jízdenky v konkrétním spoji slouží mobilní aplikace Rail Planner. Tato aplikace umožňuje nastavit vyhledávání spojení například tak, aby cestující neplatil žádný příplatek.

### Územní varianty

#### One Country Pass
Jízdenka je platná pro jednu zvolenou zemi. Vydává se ve způsobech platnosti Continuos Pass nebo Flexi Pass. Nelze vydat na zemi, kde má majitel jízdenky občanství.

#### Global Pass
Jízdenka platí ve všech 33 zemích. Vydává se ve způsobech platnosti Continuos Pass nebo Flexi Pass.

### Způsoby platnosti

#### Continuous Pass
Od prvního do posledního dne platnosti lze na jízdenku cestovat nepřetržitě (například 22 dnů v řadě).

#### Flexi Pass
Jízdenka má první a poslední den platnosti. V rozmezí těchto dnů je však možné jízdenku použít pouze pro určitý počet dnů cestování (například 10 dnů ve 2 měsících).

## Nabízené země
Belgie, Bosna a Hercegovina, Bulharsko, Černá Hora, Česko, Dánsko, Estonsko, Finsko, Francie, Chorvatsko, Irsko, Itálie, Litva, Lotyšsko, Lucembursko, Maďarsko, Německo, Nizozemsko, Norsko, Polsko, Portugalsko, Rakousko, Rumunsko, Řecko, Severní Makedonie, Slovensko, Slovinsko, Spojené království, Srbsko, Španělsko, Švédsko, Švýcarsko, Turecko 

## Interrail v České republice
Čeští občané mohou na území České republiky využít jízdenku Interrail pouze pro první a poslední cestu (vycestování ze země a návrat).

### Prodej
Kromě mobilní aplikace Rail Planner provozované přímo společnosti Eurail B.V. prodávají jízdenky v papírové podobě a za české koruny České dráhy na všech mezinárodních pokladnách.

### Uznávání jízdenek
Jízdenky Interrail v České republice v dubnu 2024 uznávají dopravci České dráhy, RegioJet i Leo Express (včetně vlaků Leo Express Tenders). Pro povinně místenkové spoje těchto tří dopravců je třeba k jízdence Interrail připlatit za místenku.
Interrail v dubnu 2024 neplatí ve vlacích dopravců ARRIVA vlaky, Die Länderbahn ani GW Train Regio.

## Slevy

### Slevové kategorie

#### Child
4-11 let = až dvě děti v tomto věkovém rozmezí mohou cestovat zdarma s majitelem jízdenky kategorie Adult

#### Youth
12-27 let = sleva až 25 % z cen jízdenek kategorie Adult

#### Adult
28-59 let = plné jízdné

#### Senior
60 a více let = sleva 10% z cen jízdenek kategorie Adult

### Interrail zdarma
Evropská unie v rámci iniciativy DiscoverEU rozdává 2x ročně k osmnáctým narozeninám tisíce jízdenek Interrail s platností 1 měsíc čerstvě plnoletým občanům EU a zemí Erasmus+. Zažádat o ně může jednotlivec, nebo skupina až 4 lidí, kterým je 18 let.

### Slevové akce
Některé jízdenky Interrail občas zakoupit se slevou 10-25 %. Slevové akce se většinou konají mimo letní turistickou sezónu.